# Resistance Operating Concept
Das Resistance Operating Concept (ROC) zeigt Maßnahmen auf, die ein Staat ergreifen kann, um sich in einem Konflikt gegen einen teilweisen oder vollständigen Verlust seiner nationalen Souveränität vorzubereiten. Es wurde von den Spezialeinheiten des Europäischen Kommandos der Vereinigten Staaten in Zusammenarbeit mit den schwedischen, lettischen, estnischen und litauischen Spezialeinheiten sowie der Führungsakademie der Schwedischen Streitkräfte entwickelt. Es gilt als Antwort auf den Kaukasuskrieg 2008.

## Konzept
Der unkonventionelle Ansatz für die Verteidigung wird aus den in der Schweiz und Österreich sowie Schweden, Singapur, Finnland und Dänemark entwickelten Konzepten „totaler Verteidigung“ oder „Generalverteidigung“ abgeleitet. Hierbei soll nicht nur das Militär, sondern auch die gesamte Zivilgesellschaft und Wirtschaft als Teil eines konzertierten Widerstands gegen die Armee des Aggressors einbezogen werden. Dies soll angesichts zahlenmäßiger, waffentechnischer und personeller Unterlegenheit die Resilienz des eigenen Staates stärken.
Weiterhin ist eine Informationskampagne nötig, um die Darstellung des Konflikts zu kontrollieren, zu verhindern, dass die Botschaft des Besatzers Fuß fasst, und um die Bevölkerung zusammenzuhalten, und zwar by reducing the prospect of competing ideologies or organizations seeking a political goal other than re-establishing the pre-conflict political order, also durch Reduzierung des Einflusses konkurrierender politischer Ideen oder Kräfte, die andere Ziele verfolgen als die Wiederherstellung der politischen Ordnung vor Konfliktbeginn, etwa durch Zugeständnisse an den Gegner.
Es ist nicht vorgesehen, dass jeder Staat dieselben Pläne erstellt und durchführt. Vielmehr muss die Organisation auf die jeweilige Bevölkerung, die Fähigkeiten und das Terrain des jeweiligen Staates zugeschnitten werden.

## Vermutete Anwendung im Russisch-Ukrainischen Krieg
Im August 2022 wurde erstmals darüber berichtet, dass die Ukraine das Konzept im Russisch-Ukrainischen Krieg einsetzt. Insbesondere sollen gewaltfreie Aktionen – darunter Boykott von öffentlichen Veranstaltungen, Arbeitsstreiks und der Einsatz von Humor und Satire – die Regierungsfähigkeit der Besatzungsbehörden stören und die Bevölkerung an die rechtmäßige Souveränität der Ukraine erinnert werden. Sie schließe jedoch auch gewalttätige Aktionen nicht aus – darunter die Verwendung von Molotowcocktails, Brandstiftung und Chemikalieneinfüllung in Tanks, um Fahrzeuge des Gegners zu sabotieren.
Auch eine Reihe von Angriffen und Explosionen auf russische Stellungen auf der Krim – weit hinter den feindlichen Linien und außerhalb der Reichweite der der Ukraine nach öffentlichen Informationen zur Verfügung stehenden Waffen – gilt als Anzeichen für die Konzeptanwendung.